# シンセサイザー

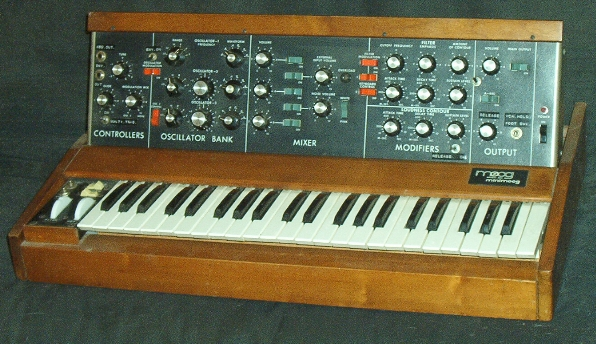
シンセサイザーの古典的機種「ミニモーグ」

シンセサイザー（英語: synthesizer）は、一般的には主に電子工学的手法により楽音等を合成（英語: synthesize：シンセサイズ）する楽器「ミュージック・シンセサイザー」の総称。いろいろな音が作成・編集できる鍵盤楽器。電子楽器、音源と呼ばれることもある。
以降、記述の煩雑化を避けるため、正式名称「シンセサイザー」を適宜「シンセ」と略記する。

## 歴史

### 概歴
シンセサイザーの発明は、「ある時 誰かが 世界で初めて何かを発明し、その成果が後に世界中に広がった」という出来事ではない。100年以上にわたる電子楽器の歴史の中で、多くの人々が試行錯誤を繰り返し、時としてほぼ同じものがあちこちで再発明されながら、技術の蓄積と概念の洗練が進み、途中、戦争による停滞や技術者の世代交代を挟んで、1960年代以降マイクロ・エレクトロニクスと共に急速な発展を遂げて、現在の形になった。
最初に登場したのは19世紀半ばに登場したミュージック・テレグラフという発電機や電話を応用した機械で、次に有線音楽配信を狙ったテルハーモニウムが登場。20世紀初頭、真空管が発明されラジオやトーキーの実用化研究が本格化すると、ラジオ技術の一つであるヘテロダインを応用したテルミンや、トーキー技術 を応用したOptophonic pianoが登場した。遅くとも1920年代初頭には楽器用低周波オシレータが登場し、それをリボンコントローラや鍵盤で演奏するトラウトニウムやオンドマルトノが登場した。これらの楽器は後の改良の結果、現在ではシンセの祖先と見なされているが、登場当時は非常にシンプルでシンセと呼べる物ではなかった。
1930年代にはシンセサイザーの基本要素が出揃い、初期のシンセサイザー時代が開幕した。ただし当時のフィルターは、パッシブ回路が主流でその効果は緩やかなため (6dB/oct.)、1970年代アナログ・シンセのように強力な音作りの手段にはならず、むしろ他の補助的に使われる事が多かった。この時期に登場したミニモーグのような機能と外観を持つ楽器(コンサート・トラウトニウム、ミクスチュア・トラウトニウム)もその一例である。
ポリフォニック楽器の分野では、当初はトーンホイール方式や ピックアップ方式が有力で、特に倍音加算合成をトーンホイールで実現したハモンド・オルガン は一大勢力となり、この分野で40年以上勢力を維持した。電子楽器では「分周回路」と「フィルターによる減算合成」を組合せた新しい楽器が登場し、これ以降多くの電子オルガンが同方式をベースとした倍音加算合成を提供した。ただし当時のオルガンの多くが採用した全鍵発音方式は、当時の実装技術では規模が巨大化しがちなため、個々の音響合成回路はごくシンプルに抑えられ、音色表現能力は限定された。
そこで高度な表現力を要するリード演奏専用に、小型の電子鍵盤楽器が登場した。これは オルガンやピアノの鍵盤近くに設置して合奏する小型楽器で、その演奏スタイルは後に、電子オルガンのソロ鍵盤や、電子オルガン上に置くプリセット・シンセに発展した。
このほか同時期、1939年のニューヨーク万国博覧会でヴォコーダ（1928年通信用途で実験開始）や鍵盤演奏型のスピーチシンセサイザー(Voder)が一般公開された 。しかし同年勃発した第二次世界大戦により各国は戦時体制へ移行し、ヴォコーダは軍の暗号通信装置(SIGSALY)に利用され、アメリカの電子楽器開発者は爆撃誘導装置やレーダーの開発に駆り出され、ドイツの電子楽器研究拠点ハインリヒ・ヘルツ研究所では、職場のユダヤ人排斥に反対した教授が職を追われ、そうして世界の電子楽器開発は停止した。
1945年に戦争が終わると、ドイツの電子音楽スタジオが即座に活動を再開し、またドイツで実用化されたテープレコーダを使って音を切り貼りするミュージック・コンクレートがフランスに登場し、現代音楽という新しいキーワードの元、電子楽器が息を吹き返した。
1950年前後、軍事技術だったコンピュータが世界に広がると共に、コンピュータ音楽が登場した。当初は曲の自動演奏が試みられ、次に高い計算能力を生かして確率的作曲や音響合成に応用された。1957年マックス・マシューズのMUSIC-Nプログラムは、デジタル音源とソフトウェア音源の元祖と認識されており、後にその上でFM合成を含む多くの研究開発がなされた。同じ1957年には「シンセサイザー」という名を初めて使ったコンピュータ用音源「RCAマークIIサウンドシンセサイザー」も登場している。構成は現在のアナログ・シンセサイザーとほとんど同じで、出力される音は初期のアナログDTM音源のクオリティに到達していた。
1952-1958年、音楽家レイモンド・スコットが開発した「クラヴィヴォックス」は、鍵盤の他にR.A.Moog社のテルミンを流用したコントローラを装備し、後には電圧制御式シーケンサも追加された。後にモーグは、クラヴィヴォックスの回路や音が 60年代のモーグ・シンセサイザーとよく似ていたと語っている。
(以下要約中。詳細は各節参照)
- #モジュラー・シンセ登場 (1960年代-)
  - #シンセサイザーの誕生と発展 (1930-1950年代)
  - #ヴォコーダの音楽利用
  - #シンセサイザー・コントローラ
- 70年代　#デジタル楽器登場 (1970年代-)
  - 80年代　#デジタル楽器の普及 (1980年代) と #MIDI規格誕生 (1981-1983)
  - 90年代　#デジタル楽器の発達 (1990年代)
- 90年代　#ソフトウェア音源の普及 (1990年代-)

### 黎明期 (1930年代以前)
|          |  |                |
| テルミン |  | オンドマルトノ |

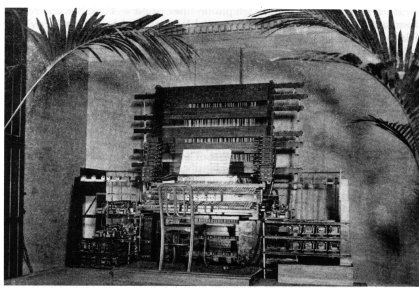
テレハーモニウム

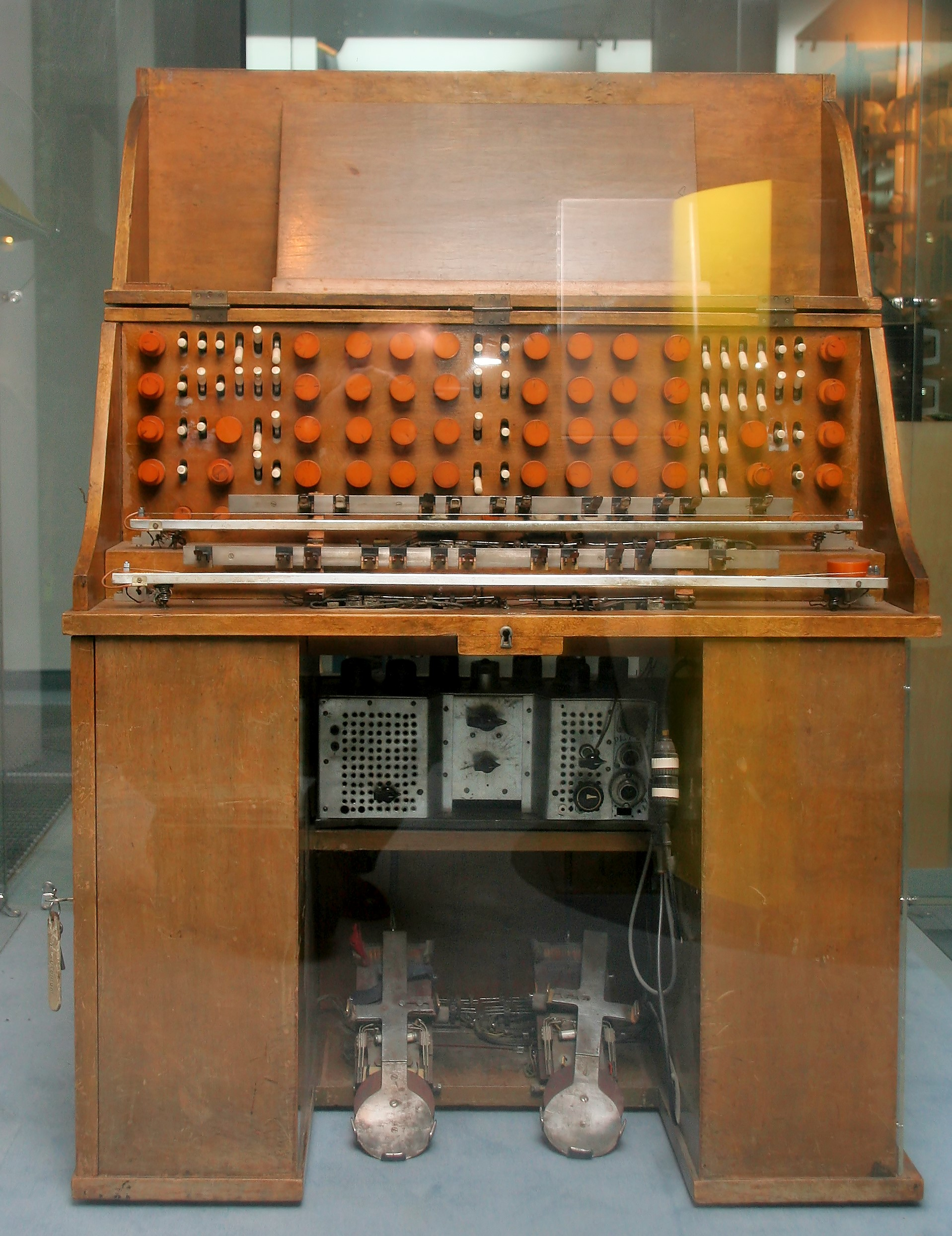
トラウトニウム

シンセサイザーを含む電子楽器の歴史は、およそ19世紀末まで遡る事ができる。
それ以前にも電磁気学的効果を応用した電気楽器がいくつか登場していたが、
- 1759年 クラヴィサン・エレクトリィク

- 1876年イライシャ・グレイのMusical Telegraph

自由な音響合成を特徴とするシンセサイザーの祖先としては、19世紀末以降の下記を挙げるべきだろう。
- 1897-1906年 テルハーモニウム       (倍音加算合成/電子オルガン/有線音楽配信の祖先)
- 1916-1924年 オプトフォニック・ピアノ (サンプリング音源/VJの祖先)

1920年代には、エレクトロニクスの発達により、真空管式の電子楽器が登場した。
- 1917-20年頃 ロシア (ソ連) のレオン・テルミンが開発したテルミン
- 1928年 フランスのモーリス・マルトノが発表した鍵盤楽器オンド・マルトノ
- 1929年 ドイツのフリードリヒ・トラウトヴァインが開発したトラウトニウム

以上の3つは、しばしば一般向け解説書で「シンセサイザーの先祖」として言及され、中でもテルミンは、アナログ・シンセサイザーのルーツにあたる最初期の電子楽器 とされる事が多い。またトラウトニウムは、発明者の弟子オスカー・ザラが精力的な改良を行い、リボンコントローラ楽器としての本質を守りながら、後にモーグ・シンセサイザーと同様な機能や形に進化した。
一方日本では、1935年ヤマハの山下精一が「マグナオルガン」を発表している。これはドイツ留学経験のある山下がテルミン等の電子楽器にヒントを得て開発した、各種楽器音を再現可能な鍵盤楽器と伝えられているが、詳細は不明である。

### シンセサイザーの誕生と発展 (1930-1950年代)

#### 減算合成と倍音加算合成
1930年代には、既に前述のシンプルな電子楽器が登場していたが、ピアノやオルガンに匹敵する本格的電子楽器の実用化は疑問視されていた。例えば1936年Miessnerは、フィルターを使う減算合成も、倍音を重ねる倍音加算合成も、電子回路では機構が複雑になり過ぎ実用化が難しいので、生楽器の発音機構を併用した電気楽器こそ実用的だとする説を発表した。しかし減算合成は1936-1937年に相次いで実用化され、また倍音加算合成もパイプオルガンの再現目的で後に実用化された。
1936年、オスカー・ザラによる トラウトニウムの改良版 コンサート・トラウトニウム は、鐘の音を再現可能な(副倍音)加算合成と、フォルマント・フィルターによる音作りを併用した。この楽器は、パウル・ヒンデミットのトラウトニウムと弦楽の為の協奏曲 や、1940年リヒャルト・シュトラウスの日本の祝典に寄せる祝典曲 の1942年ドイツ・プレミア公演(鐘の音の再現)で使用された。

#### ポリフォニック化と電子オルガン
1937年、ドイツのハラルト・ボーデは、初期のキーアサイン方式による部分ポリフォニック・シンセサイザー「ワーボ・フォルマント・オーゲル」を開発、その後約50年間に渡って多数の発明と製品開発を継続して、モーグを始めとするアナログシンセサイザーの歴史に大きな影響を残した。
1937年頃、アメリカの発明家でハモンド・オルガンの開発者として知られるローレンス・ハモンドは、全鍵発音式の減算合成ポリフォニック・シンセサイザー ノバコードを開発、1939年に発売開始した。「一台でオーケストラやバンド・サウンドに匹敵する音を出せる」という触れ込みの最も初期の電子楽器で、1960年代まで数多くの映画/ラジオ/テレビのサウンドトラック に使用された。
1940年代になると、他のメーカも同様な方式に基づく電子オルガンを開発し発売した(なお戦争のため発売が戦後にずれた機種も多い)。登場当時の電子オルガンは、電球のような形とサイズの真空管を数十〜百本単位で使った物量勝負の電子機器であり、真空管の特性上、その動作は必ずしも安定しているとはいえなかった。また各メーカが自社の電子オルガンのモデルにした楽器は、教会用パイプオルガン (アーレンオルガン)、シアターオルガン (Wurlitzer、エレクトーン)、ハーモニウム/リードオルガン等と、明らかに差異があったが、総称的にすべて 電子オルガン と呼ばれた。

#### 単音電子鍵盤楽器
また電子オルガンとは別に、細かな音作りや表現が可能な小型の単音電子鍵盤楽器の系統も登場した。
- 1940年 Hammond Solovox
- 1941年 Georges Jenny の Ondioline
- 1947年 Constant Martin の Clavioline
- 1952年 Raymond Scott の Clavivox

1952年、アメリカの作曲家レイモンド・スコットが開発したシンセサイザーClavivoxは、鍵盤演奏式でオーディオ・エンベロープやビブラートを装備していた他、若きロバート・モーグが製造したテルミンをコントローラに採用し、3オクターヴにわたるポルタメントを実現していた。後期のモデルでは電圧制御式シーケンサ等が追加され、音程や音色の制御信号(CV)を映画フィルム上に光学的に記録・再生できた。後にロバート・モーグは、先行したClavivoxの回路や音が、60年代モーグ・シンセサイザーと類似していたと語った。

これらの楽器は、人気オルガン奏者がソロフレーズに活用して一時代を築いたり、電子音楽スタジオで現代音楽の作品や映画のサウンドトラック作成に使用され、後に登場したトランジスタ式シンセサイザーを受け入れる音楽的土壌を育んだ。
日本では1960年前後、同様な単音楽器が電子オルガンのプロトタイプ として開発・発売された。
- 1958年 テスコ スーパーエレガン
- 1962年 エーストーン Canary S2   (Claviolineの一種)[9]

「電子オルガンに載せて使うソロ楽器」というコンセプトは、アープやモーグのプリセット・シンセを経て、日本の初期シンセ製品にも引き継がれた。

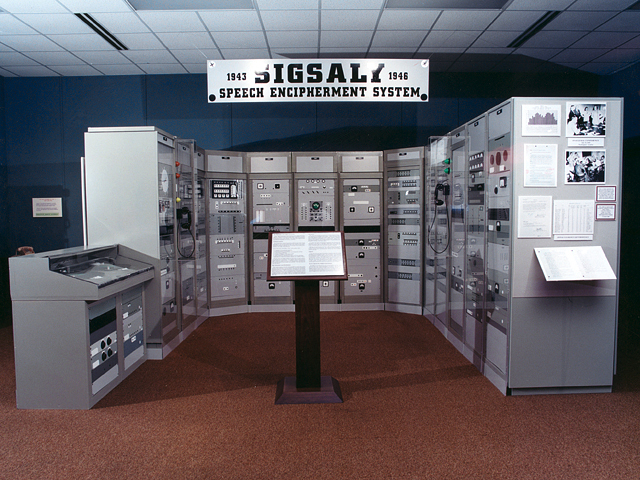
1942年秘話装置 SIGSALY
初段エンコーダにヴォコーダ採用

#### ヴォコーダーの誕生
1928年、ベル研究所のホーマー・ダッドリーは通信回線多重化のための音声符号化/同復調法の研究を行い、バンドパス・フィルター方式のヴォコーダーの実験を開始した。この技術は1935年特許出願され、1939年米国特許(US#2,151,091)が成立、同年開催のニューヨーク・ワールドフェアで一般公開された。また同技術を応用した鍵盤操作式スピーチシンセサイザー VODER (1938年米国特許(US#2,121,142)) も同時公開された。ただしこの時点では音楽的利用を図った形跡は見られない。そして戦争開始とともに軍事通信への利用が最優先になり、SIGSALY (1942)をはじめとする多くの軍事用音声暗号化システムが同技術を採用した。
なお同時期には軍事技術を民生転用して、音楽用ヴォコーダーとよく似た効果が得られる別の音楽用装置が誕生している。1939年アルヴィノ・レイが開発した Sonovox は、電子楽器というより1970年代のトーキング・モジュレーター (Talk box) を連想させる「任意の音を喋らせる」装置である。この装置は軍事用喉マイク を 喉スピーカに転用し、喉に当てて口を動かすと、あたかも効果音や楽器音が喋っているかのような効果が得られた。Sonovoxは1940年のケイ・カイザー楽団の映画や、アニメ映画の動物の声、ラジオ局のジングル等に使用されており、名称はともかくその効果と音は一般に広く認識されている。

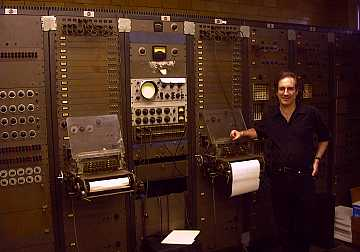
RCAマークII サウンド・シンセサイザー

### コンピュータ音楽の誕生 (1950年代)
1950年、オーストラリア最初のコンピュータCSIR Mk1上で、世界最初のコンピュータ音楽が演奏された。

#### ソフトウェア音源とデジタル音源の誕生
1957年、ベル研究所のマックス・マシューズはMUSICと呼ばれる、デジタル信号の生成・処理プログラムを開発した。これはデジタルシンセサイザーやソフトウェア音源の元祖と言われており、そのほか潜在的にデジタル・サンプラーの元祖でもある可能性が高い。MUSICはその後進化を重ねてMUSIC Vで一旦完成し、マサチューセッツ工科大のバリー・ベゥコーに引き継がれて、現在オープンソースのCsound、CMusic、RTcmixの原型となった。1980年代IRCAMで開発された有名なグラフィカル音楽言語Max (1990年発売)は、マックス・マシューズの名前にちなんでいる。

#### シンセサイザーの命名
1956年頃 (1955年説もある)、RCAプリンストン研究所の ハリー・オルソンとハーバード・ベラーが「RCA マークII サウンド・シンセサイザー」(RCA Mark II Sound Synthesizer) という真空管製でパンチテープ制御式のコンピュータ用音源を開発し、1957年コロンビア大学に同機は設置された。歴史上「シンセサイザー」(合成)という単語が用いられた初めての音響合成機器とされており、構成図 によれば 現在のアナログシンセサイザーの基本要素をほぼ備え、録音 によれば 初期DTM音源と同程度の演奏が可能だった事を確認できる。なお同機は、確率論に基づく音楽の数学的解析と音楽生成手法の研究のために開発された音源であり、音響合成の研究や楽器の確立は特に目的としていなかった。

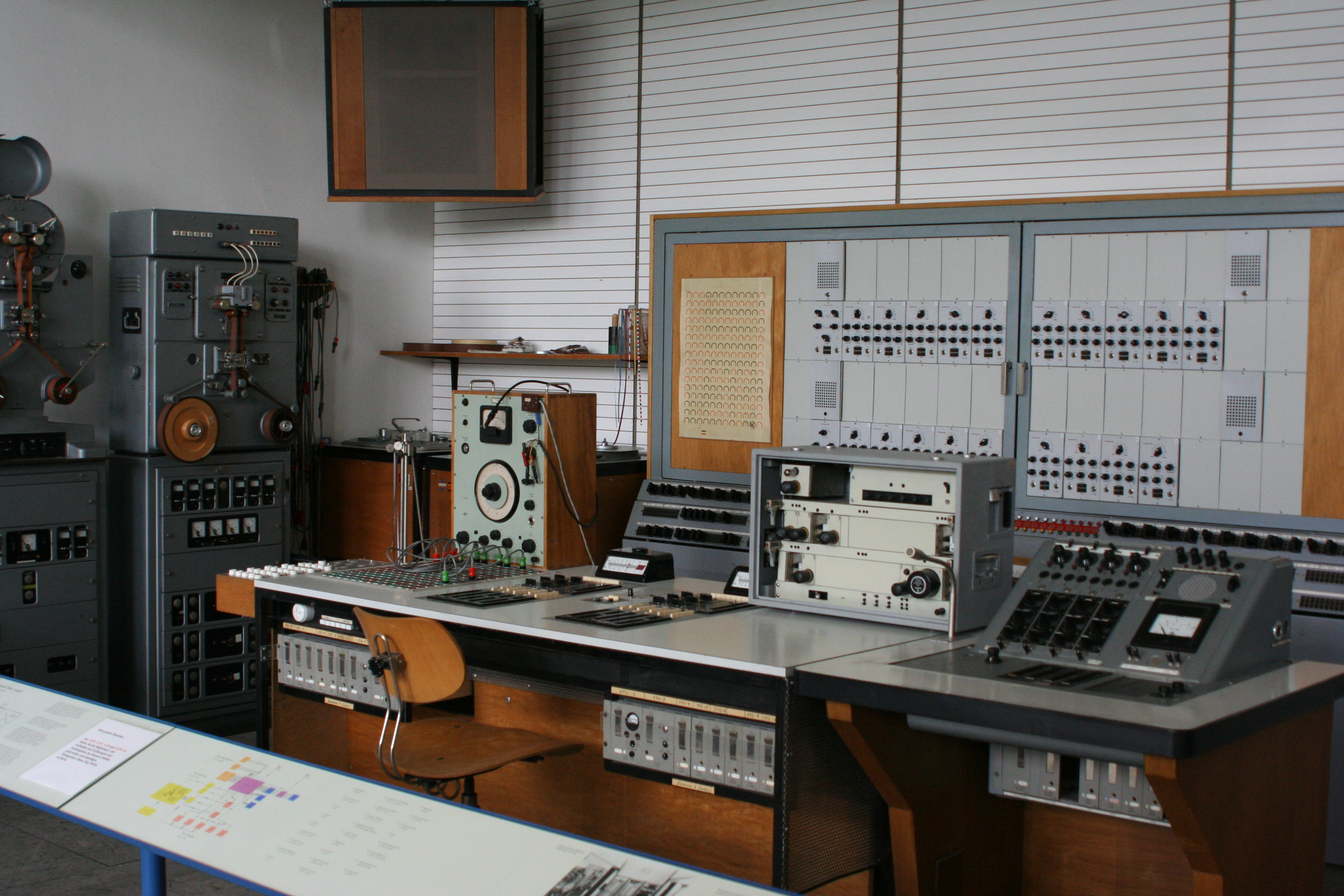
シーメンス・シンセサイザー (1955)

このほか、コンピュータ連携の有無は不明だが、1955年頃ドイツの総合電機メーカー シーメンス が、英語で「Siemens synthesizer」と呼ばれる電子音響合成システム(ドイツ語名不詳) を開発して同社Siemens Studioに設置している。これは同社が当時制作中だったシーメンスグループの記録映画に、飛びぬけた音楽をつけようと若手作曲家Josef Anton Riedlに依頼をし、この作曲家に同社研究所が協力する形で開発された。システムの構成は、戦争中の通信用ヴォコーダを改造した音楽用ヴォコーダを中心に、その他の音源ソース（パルス波, ノイズ）、フィルター、テープレコーダ、ミキサー等からなり、RCAの装置と同様にパンチテープによる自動制御も装備していた。システムは同社Siemens Studioに設置されサウンドトラック制作に使用された後、1960-1963年には同機の有効活用を目的に多数の現代作曲家が招聘された。しかしこの文化活動は多額の費用がかかったため許容範囲を逸脱し、1963年同スタジオはUlm School of Design（独: Ulmer Hochschule fur Gestaltung）に譲渡され、そこで数年間の利用の後、閉鎖された。
| Buchla 100 series          |
| モーグ博士とモーグ・シンセ |

### モジュラー・シンセ登場 (1960年代-)
1959-60年、ハラルト・ボーデはモジュラー・シンセサイザー と サウンド・プロセッサーを開発し、そのコンセプトをAES論文で発表した。また1961年には、トランジスター技術を使ったコンパクトで自己充足的なモジュラー・シンセサイザーを AES論文で提案し、そのアイデアはブックラ、モーグといった初期のシンセビルダーにより相次いで実現された。
1963年、アメリカのドン・ブックラは、おそらく世界初となる現代的なモジュラー・シンセサイザー Buchla 100 series  を開発した。
1964年、アメリカのロバート・モーグ博士は、テルミンのトランジスター化とRCA・マークIIの改良に関する研究を通じて、楽器としての使用に足るシンセサイザーの試作を行い、モーグシンセサイザーの仕様を確立した。
1965年同博士による「モーグ・シンセサイザー」は、CM関係者のアルウィン・ニコラやレコード・エンジニアのウォルター・カルロスに納入され、1967年には製品版モジュラー・シンセサイザー(Moog modular synthersize I,II,III)を発売している。

なお同時期アメリカではアープの前身が電子楽器の特許出願を開始し、ロンドンでは後のエレクトロニック・ミュージック・スタジオ創設者が、電子音楽スタジオをコンピュータ制御する計画を開始した。

#### アナログ・シンセの普及と発達
1968年、ウォルター・カルロスによる「スウィッチト・オン・バッハ (Switched-On Bach)」は、アメリカ・コロムビア・レコードよりリリースされ、全世界で累計100万枚を売り上げるヒット・アルバムとなった。さらにエマーソン・レイク・アンド・パーマーのキース・エマーソンを初め、1970年代には多くのロック系ミュージシャンに使用され、さらに冨田勲の「月の光」「惑星」などの作品が世界的なヒットをすることによって、一般的にも認知される楽器となった。
1970年前後には、「EMS」、「アープ」、「イー・ミュー (E-mu Systems)」といった比較的新しいメーカーも参入した。

日本では 1973年3月 コルグがミニコルグ700を発売、同7月 ローランドがSH-1000 を発売、同時期にヒルウッドもBlue Commets '73を発売、翌1974年にはヤマハがSY-1を発売し、70年代を代表する日本のシンセサイザー・メーカが勢ぞろいした。
| シーケンシャル・サーキット Prophet-5 (1977) |

　なお1970年代までのシンセサイザーは、モノフォニック・シンセと呼ばれる1音しか音の出ないタイプが主流だったが、70年代中期にヤマハやオーバーハイムがポリフォニックシンセサイザーを発売し、さらに70年代後期にはシーケンシャル・サーキットが音色メモリーを搭載したProphet-5を発売、市販製品の制御部にもデジタル技術が浸透し始めた。
デジタル音源の普及と共に一時期廃れていたが、2000年代に入ってアナログシンセが見直され、各社から往年の名機の復刻や雑誌の特集でも取り上げられるなど、一部で復活の機運が高まりつつある。

#### ヴォコーダの音楽利用

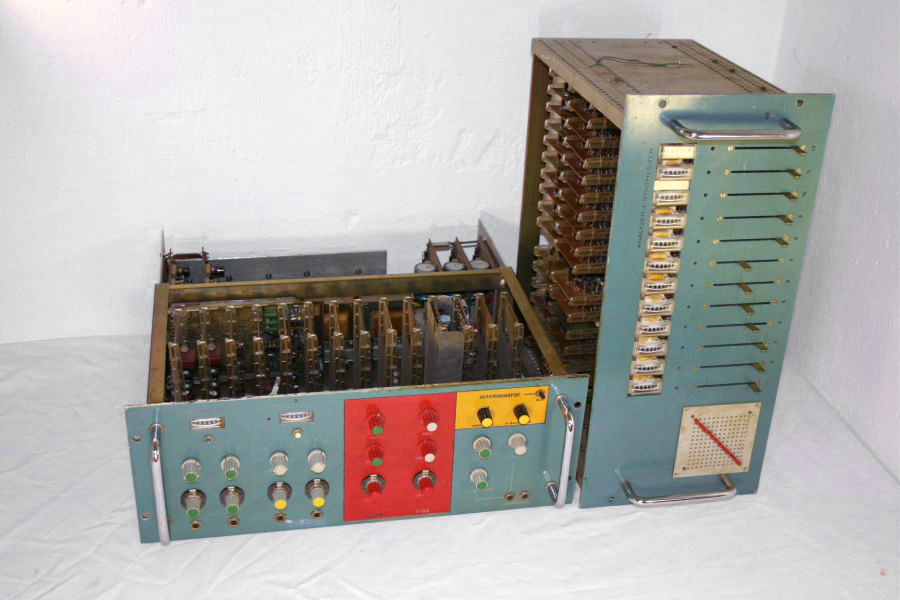
1969年音楽用ヴォコーダ登場 (写真は1970年代初頭クラフトワーク がアルバム Ralf und Florian で使ったカスタムメイドの音楽用ヴォコーダ)

前述のようにヴォコーダは 1928年最初の実験が行われ、1939年一般公開された。同時公開で応用技術による鍵盤式スピーチ・シンセサイザーも登場したが、当時はどちらも音楽利用された形跡は見当たらず、その後ヴォコーダは軍事暗号通信に広く利用された。なお同時期にはSonovoxが安価な喉スピーカで「喋る楽器」を実現して人気を博し、1960年代のトーキング・モジュレータに繋がる系譜を切り開いた。

1955年シーメンスが作曲家Josef Anton Riedlと共に開発した シーメンス・シンセサイザーは、通信用ヴォコーダを改造した音楽用ヴォコーダーを中心に構成されたと伝えられており、実物も現存しているがその詳細は不明である。
1969年、アメリカのブルース・ハークは最初の音楽用ヴォコーダ Farad を自作し、自身のアルバムthe Electronic Record for the Children (1969)で使用した。そしてFaradはたちまち追随者を生み出した。
1970年ウェンディ・カルロスとロバート・モーグはFaradにインスパイアされた10バンドのvocoder (元の名は spectrum encoder-decoder)を開発した。当初は発音を区切らないと声が不明瞭だったが、後にシビランス・コントローラ (Sibilance等の発音の高域ノイズをHPFで取り出し直接出力して、発音を明瞭化する機構) を追加し、通信用ヴォコーダとは別の「音楽用ヴォコーダ」が確立した。
以降各社からヴォコーダが相次いで登場し、70年代-80年代前半に最初のヴォコーダ・ブームが到来し、2000年代にはバーチャル・アナログ技術でコンパクト化されたヴォコーダが2度目のブームを巻き起こしている。

#### シンセサイザー・コントローラ
| ギター・シンセ |        | エレクトロニック・ドラム |  | ウィンド・シンセ |  |  |  |
| ギター・シンセ | その他 | エレクトロニック・ドラム |  | ウィンド・シンセ |  |  |  |

### デジタル楽器登場 (1970年代-)
前述のようにデジタル音源は1957年Max MathewsのMUSIC登場以降、主に高価な大型コンピュータ上で研究が進められた。一方、同時期に誕生したマイクロ・エレクトロニクス技術は、1960年代の宇宙開発/軍需ニーズを背景に急速な発展を遂げ、1970年前後にはLSI技術の民生利用が本格化し、その中からマイクロプロセッサが誕生した。こうして1970年代には、大型コンピュータを専用ハードに置き換えた初期のデジタルシンセサイザーが登場し、一足早くデジタル音源時代が開幕した。

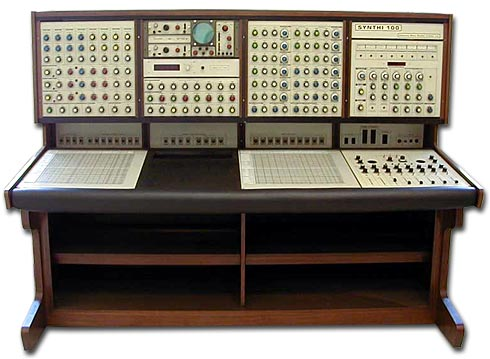
EMS Synthi 100

- 1969年頃、EMSの 電子音楽スタジオ用コンピュータ制御システム EMS Musys III上で、世界初のサンプリング楽器が実現された。

(ミニコン2台: DEC PDP-8/S、合計メモリ12KB。後に専用ハード DOB (Digital Oscillator Bank) を追加) 
- 1971年-1972年、Triadex Muse発売。

人工知能の父マービン・ミンスキー教授がエドワード・フレドキンと開発した、デジタル技術でメロディと音響を自動生成するエレクトロニクス・ガジェット。

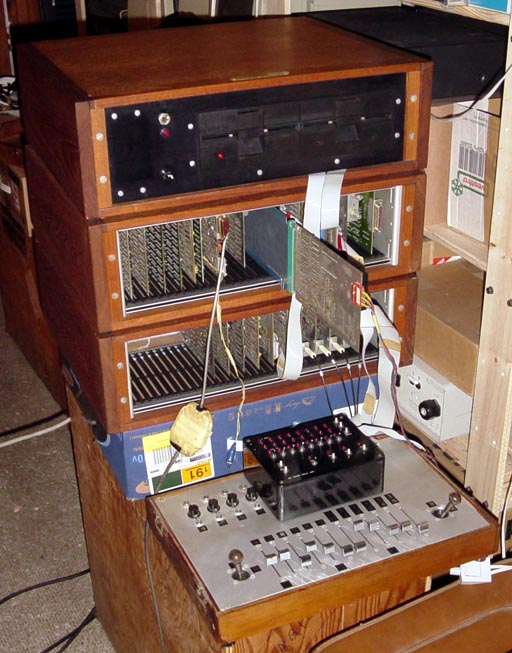
シンクラビア (1977)

- 1973年、ダートマス大で「ダートマス・デジタル・シンセサイザ」開発。

当初は処理に大型コンピュータを必要としたが、1975年専用プロセッサ(ABLEコンピュータ)が開発され、それと本体を組み合わせたシンクラビアが遅くとも1977年には発売された。
- 1974年、RMIがHarmonic Synthesizerを発売。

(合成方式: デジタル倍音加算＋フィルタ)
- 1976年、Computer Music Melodian発売

最初のサンプリングシンセ製品(ミニコンDEC PDP-8使用)。発音は単音のみで、後にARP 2600と連携可能になった。1979年スティービー・ワンダーがサウンドトラックに使用
- 1976年頃、AT&Tベル研究所でデジタルシンセサイザー試作。

初期のソフトウェア実験に基づいて試作された「最初の真のデジタル・アディティブ・シンセサイザー」。1980年Crumar GDS(General Development System)、1981年DKI Synergyとして商用化

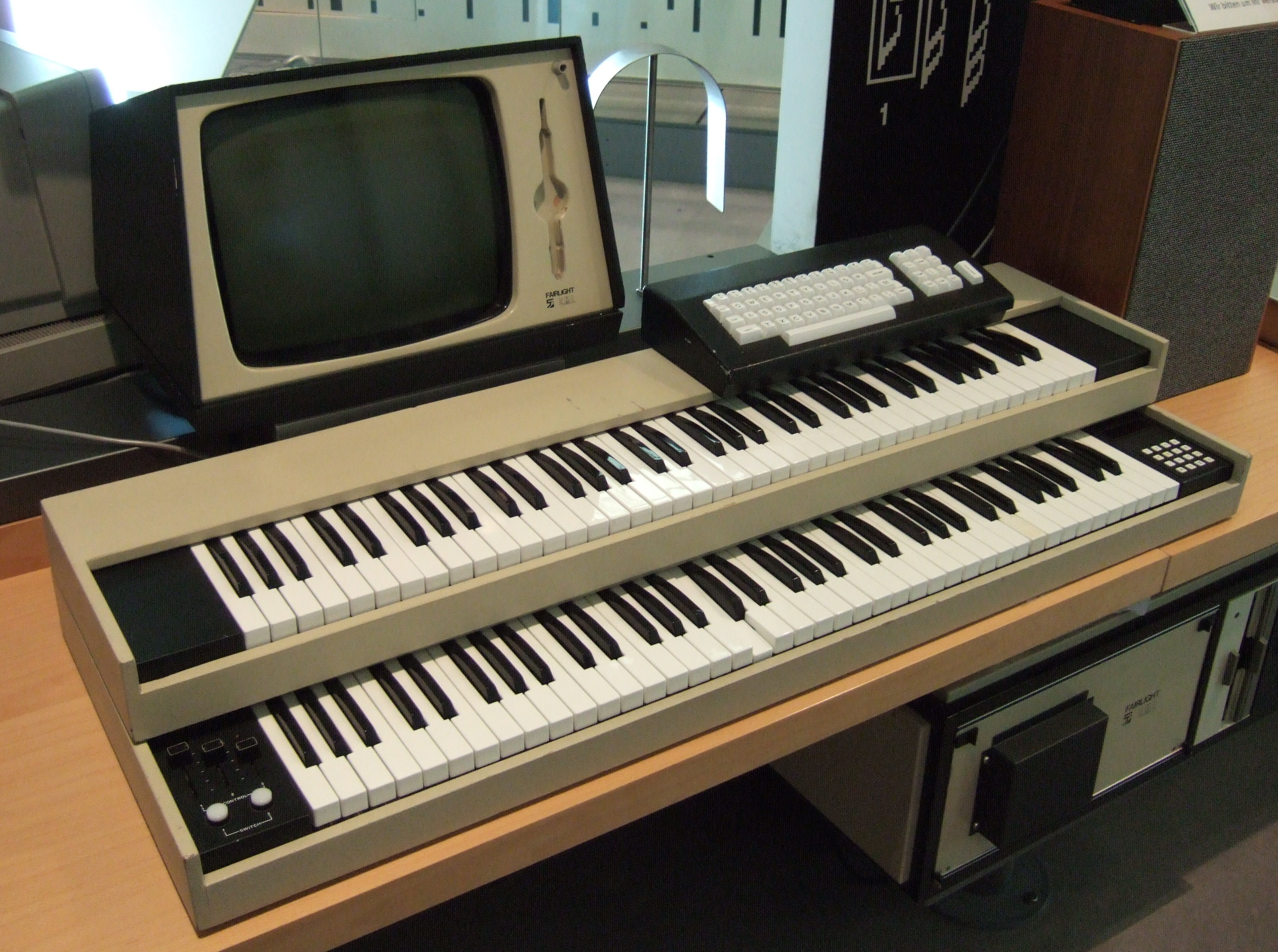
フェアライトCMI (1979)

- 1979年、ニューイングランド・デジタル社が シンクラビアIIを発売。

(合成方式: FM合成、倍音加算、サンプリング、分析/再合成。1985年Direct to Disk(DAW機能)を追加)
- 1979年、フェアライト社が フェアライトCMIを発売。

(合成方式: サンプリング、倍音加算、波形描画、分析/再合成(CMI IIxで追加))

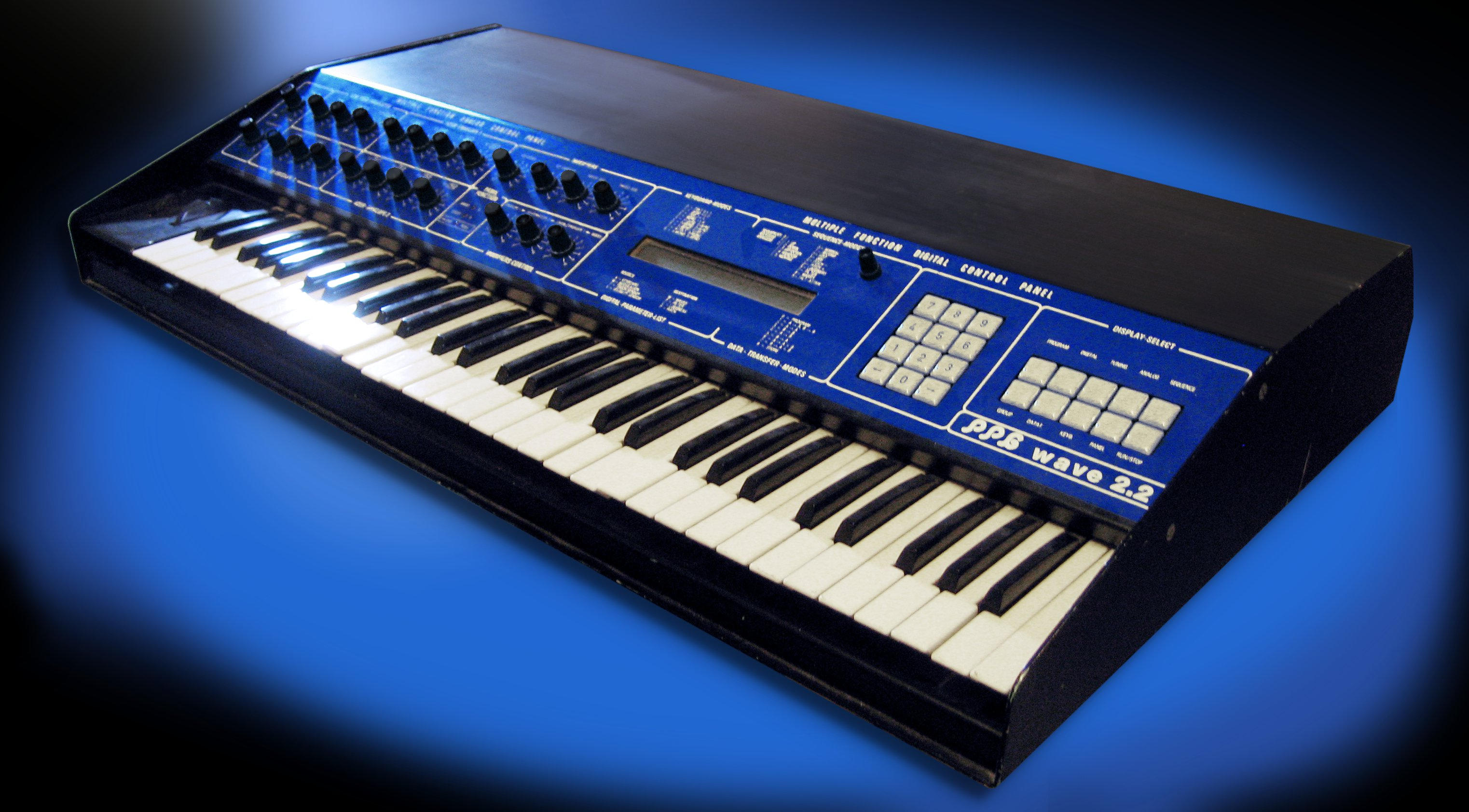
PPG WAVE 2.2

- 1978年-1980年頃、P.P.G.が Wavecomputer 340 / 380 および 同 360 を開発。

(合成方式: ウェーブテーブル・シンセシス)
前者はThomas Dolbyの使用で有名、後者はWave 2.0 (1981年)の前身。
- 1979年、CASIOが世界初のVLSI化された電子楽器カシオ VL-1を発売。
- 1982年、E-muシステムズ社がイーミュレータを発売。(音源方式: サンプリング)
- 1984年、Kurzweil Music Systemが K-250 synthesizerを発売。

(音源方式: レイヤー化された大規模サンプル音源)
開発者は人工知能や不老不死の研究者として知られるレイ・カーツワイルで、K250開発にあたっては、スティービー・ワンダー、ライル・メイズ、ロバート・モーグ (元Moog Music) および 元アープの関係者(創立者Alan R. Pearlmanや元重役Philip Dodds) から広くアドバイスを受けた。後にロバート・モーグは新製品開発担当重役として同社経営にも参加した。

#### デジタル楽器の普及 (1980年代)
他方、国内楽器業界は 有名なデジタルオルガン特許係争 の影響もあり、デジタル音源開発への取り組み全般が滞りがちだった。そのような中、ヤマハは早くからデジタル音源開発に取り組み、また積極的な訴訟対策を行って、1977年同社初のデジタル系となるPASS音源を発売、更にスタンフォード大学からFM音源のライセンスを取得して万全を期していた。また電卓戦争の覇者カシオは、1979年VLSI技術を使った小型電子楽器やホーム・キーボードを発売し、デジタル楽器の低価格化競争の先鞭を付けた。
1980年、ヤマハはFMアルゴリズムを使った画期的なデジタルキーボード GS1を発売し、1983年には普及価格のDX7（＄1999）発売して、3年間に20万台と世界的ベストセラーとなり一大デジタル旋風を巻き起こした。FM音源は周波数変調を用い複雑な倍音を持った金属的な響きを特徴とし、多くのミュージシャンが積極活用した。更に1985年にDX21（＄795）、DX100($455)とDXシリーズを拡充した。
1980年代中盤には、それ以外のデジタルシンセサイザー や サンプラー も普及価格で登場し、オールインワンのワークステーション機種も登場して、一般ユーザ・レベルのデジタル音源時代が開始された。他方、1980年代初期に活躍したハイエンド・デジタル製品はその優位性を失い、徐々に事業を停止して独自技術の売却や技術移転をしたり、あるいは思い切った業態変更を余儀なくされた。

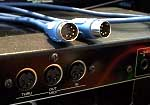
MIDI端子とMIDIケーブル

##### MIDI規格誕生 (1981-1983)
それまでのシンセサイザーは、メーカー毎に独自の制御方式を採用していたので、シンセサイザーの相互接続には大きな壁があった。MIDIは、異なるメーカー間であっても、複数の電子楽器を連動し演奏・操作可能にする事を目的として、1981年初春、Sequential Circuits/Oberheim/Rolandの3社で規格策定を開始した。1981年秋には他の日本メーカも参加して規格策定を進め、1982年MIDI基本仕様(ドラフト)が登場、初期製品で規格を実地検証した後、1983年「MIDI1.0詳細仕様」が正式に制定された。

#### デジタル楽器の発達 (1990年代)
1990年代に入ると、デジタル技術の発達により実際の楽器の音色をサンプリングしたPCM音源が一般的となり、昔ながらの音を合成する楽器というニュアンスは薄れていった。それでもこの時期にもコルグやヤマハなどから物理モデル音源といった新たな音源方式を採用したシンセサイザーも発売されている。

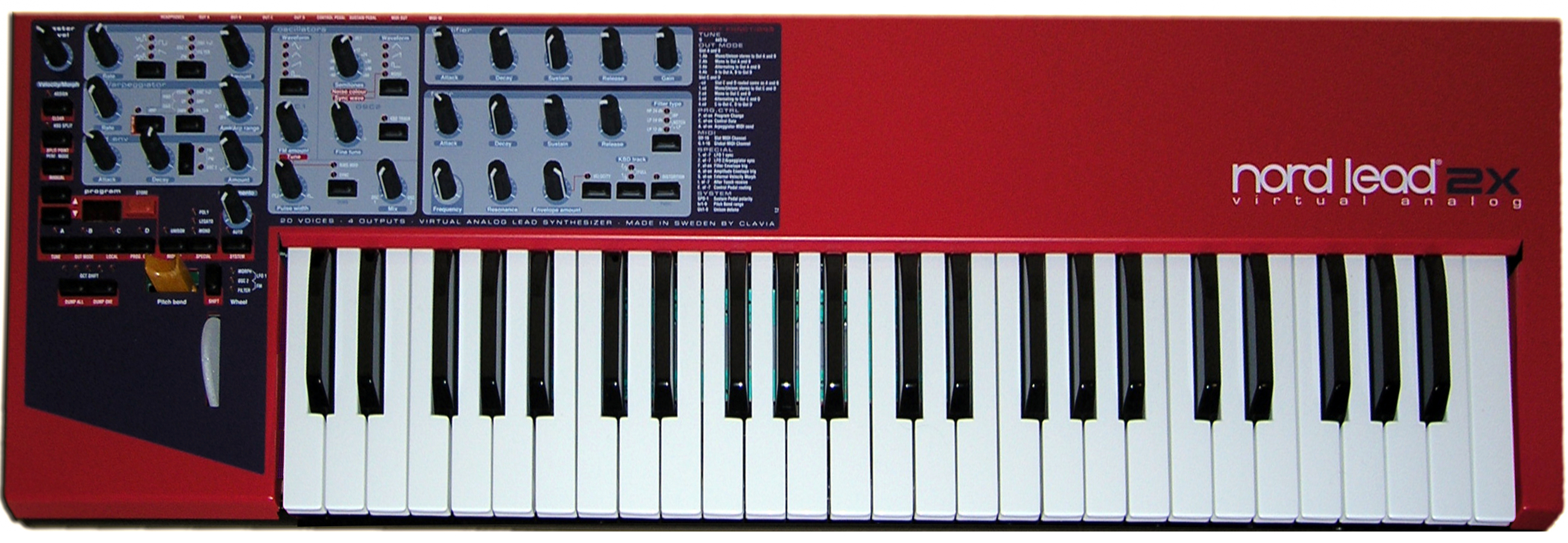
Clavia nord lead 2x

1995年、Clavia DMIがDSPによるバーチャルアナログ・シンセNord Leadを発売すると、高価で不安定なヴィンテージ・シンセに代わる新しい楽器として注目を集め、各メーカも同様な製品を発売し始めた。

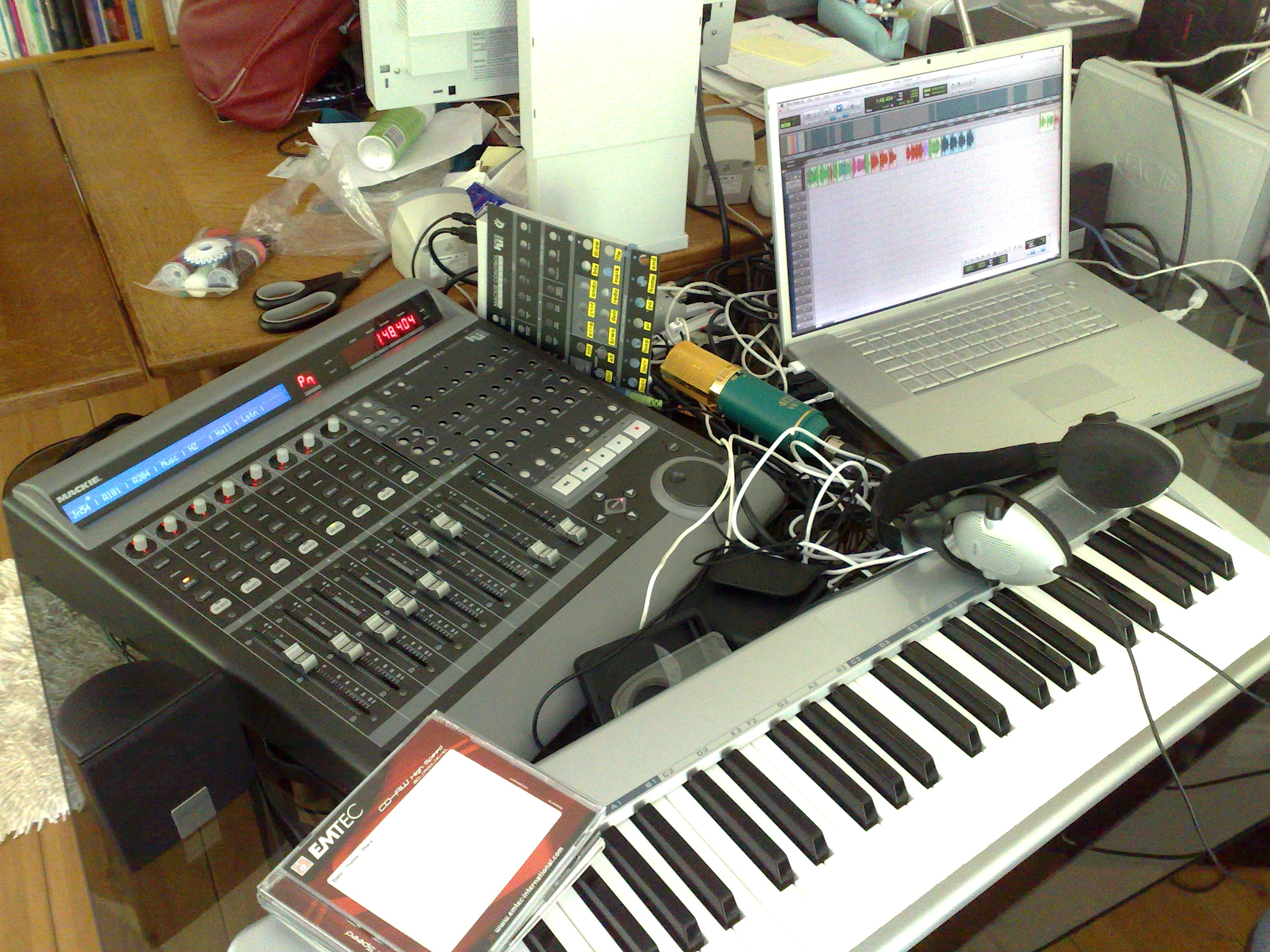
DAWを使った音楽制作

### ソフトウェア音源の普及 (1990年代-)
ソフトウェア音源は前述のように1957年MUSICに始まり、その後継システム上で研究開発が続けられ、1970年代末デジタル音楽ワークステーションの形でポピュラー音楽製作現場に入り込んだ。1980年代末から1990年代初頭にはDSP搭載の研究用ワークステーション(IRCAMカードを搭載したNeXT,SGI Indigo等)やDAW系システム(digidesign製品等)で進化を続けた。そして1990年代前半、一般のパソコン上のソフトウェア音源利用が一般化し始めた。1990年代半ばにはDTM音源(Reality, VSC, Timidi)や各種シミュレーション音源(Rubberduck, ReBirth、Juno)が実用され、またDAW用プラグイン規格(VST規格, Direct Music(DXi)等)も登場した。
そして2000年代以降、高性能化したパーソナルコンピュータ上でDAW環境が安価に安定して利用可能になると、それまであまりコンピュータに手を出さなかった平均的な音楽製作現場でも、DAW上で動作するソフトウェア楽器を徐々に使用するようになった。なおソフトウェア・シンセサイザーとは、基本的にこれまでの各方式のシンセサイザーをコンピュータ上に再現したもので、新しい音源方式ではない。ソフトウェア・シンセサイザーではコンピュータの演算能力と記憶容量を利用し利便性の面が拡張されている事が多く、使い勝手の向上をもたらしている。
現在ではコンピュータ上に多くの音源方式がシミュレートされ、手軽に多くのタイプの音源方式にふれられる事から、一時下火となっていたアナログシンセのような、音を合成して音色を作成するような音作りにも目が向けられるようになっている。
演奏では、小室哲哉や浅倉大介が多用している。

## 実装方式の分類
| 名称               | 概要 |
| ------------------ | --- |
| トーンホイール音源 | 各種の回転体 (発電機や金属円盤、光学ディスク等) で波形を生成する方式の音源。 音色調整には、オルガンの伝統に従って 倍音加算合成が使用される。電子楽器の黎明期〜電子オルガン実用化前後まで有力だった方式で、ハモンドオルガンは本方式の特徴を生かして大きな商業的成功を収めた。                                          |
| アナログ音源       | アナログ信号処理技術で実装された音源。 音作りは減算合成や加算合成で代表される。アナログシンセの名機ではこの他、FM合成 / パルス幅変調(PWM) / リング変調(RM)といった各種の変調合成方式やオシレータ・シンクも音作りに活用されている。                                                                                    |
| ハイブリッド音源   | 合成方式や実装方式その他に複数を併用した音源。実装方式のハイブリッドとしては、デジタル生成波形を、アナログ信号処理するタイプのハイブリッド・シンセサイザーがよく知られている。なお合成方式のハイブリッドは、メーカー独自の方式として独自呼称で呼ばれる事が多い。                                                      |
| デジタル音源       | デジタル信号処理技術(DSP技術)で実装された音源。 DSP技術の実装方法には、ディスクリート回路/カスタムLSI/DSPチップ/CPU等があり、専用ハードにはそれらを併用する物も多く、明確な区別は難しい。またCPU全般およびDSPチップの大半では、処理を入れ替え可能なプログラムで制御しており、これらはソフトウェア音源にも分類される。 |
| ソフトウェア音源   | 音作りをソフトウェアで行うデジタル音源。 ソフトウェアには、DSPチップ用とCPU用がある。実行プラットフォームには、専用ハード/DAW用拡張ハード/DAWソフトウェア/汎用PC 等がある。 |
| チップ音源         | 初期のパソコン/アミューズメント機器/携帯電子機器 等に搭載された、1チップの簡易音源 。 例: PSG、SID、波形メモリ音源 |

## シンセサイズ方式の分類
加算合成、減算合成、・変調合成や、サンプリング音源、またはそれらの複合型など多数の方式が存在している。
アナログシンセサイザーの時代は減算合成が主流だったが、その後、デジタル技術の発展により、サンプリングしたデータを元に音を構築するPCM音源が主流となった。
| 名称                                  | 名称                                               | 名称                                          | 名称                                          | 概要 |
| ------------------------------------- | -------------------------------------------------- | --------------------------------------------- | --------------------------------------------- | --- |
| 減算合成                              | 減算合成                                           | 減算合成                                      | 減算合成                                      | 原波形の周波数スペクトルをフィルターで操作して音色合成する方式。 アナログシンセサイザーや、電子オルガンの多く、あるいはそれ以前の電子楽器の時代から多用されており、最新のデジタル音源/サンプリング音源/ソフトウェア音源でもこれを併用する事が多い。 |
|                                       | 減算型アナログ・シンセサイザー                     | 減算型アナログ・シンセサイザー                | 減算型アナログ・シンセサイザー                | 減算合成方式をアナログ音源技術で実現したシンセサイザーの事。しばしば「アナログ・シンセサイザー」と呼ばれ、下記の処理フローを暗黙の共通認識としている事が多い。 【典型的処理フロー】オシレータで基本波形を生成し、フィルターで倍音成分を操作して音色を変化させ、アンプで音量の過渡的特性を操作する。 なおデジタルシンセサイザーでも、上記と同様な処理 (もしくは上記を連想させる操作インタフェース) を提供する製品がある。特にヴァーチャルアナログ音源では、回路特性や操作性も含めて上記処理のシミュレーションを提供している。 |
| 加算合成                              | 加算合成                                           | 加算合成                                      | 加算合成                                      | 複数の波形を重ねて音色を合成する方式。 |
|                                       | 倍音加算合成                                       | 倍音加算合成                                  | 倍音加算合成                                  | 倍音(整数次高調波)相当の正弦波を使った加算合成。 |
| 変調合成                              | 変調合成                                           | 変調合成                                      | 変調合成                                      | 各種の変調方式を応用した音響合成方式。 例えばFMシンセシスは周波数変調(FM)、PDシンセシスは位相変調(PM) の応用であり、両者を合わせ位相角変調と総称される。 |
|                                       | FMシンセシス                                       | FMシンセシス                                  | FMシンセシス                                  | 正弦波を別の正弦波で周波数変調し、倍音を制御する方式。 |
|                                       | RCM音源                                            | RCM音源                                       | RCM音源                                       | PCM音源(AWM2) と フィルター付きFM音源(AFM) の 複合音源 (メーカ独自呼称)。 PCM側波形でFM側オペレータを変調できるのが特徴。 |
|                                       | PDシンセシス                                       | PDシンセシス                                  | PDシンセシス                                  | 任意波形の読出し速度を波形周期内で変化させ(位相変調)、倍音を変化させる方式 (メーカ独自呼称)。実装方式はFM合成と類似性があり、また得られる音はオシレータ・シンクと一部共通点を持つ。 |
| サンプラー、 サンプリング音源/PCM音源 | サンプラー、 サンプリング音源/PCM音源              | サンプラー、 サンプリング音源/PCM音源         | サンプラー、 サンプリング音源/PCM音源         | サンプリングした波形を基本音色として利用する方式。 |
|                                       | ウェーブテーブル・シンセシス (Wavetable synthesis) |                                               |                                               | |
|                                       | ヴェクター・シンセシス                             |                                               |                                               | |
|                                       | グラニュラー・シンセシス (Granular synthesis)      |                                               |                                               | |
|                                       | LA音源                                             | LA音源                                        | LA音源                                        | LA音源の"LA"とは Linear Arithmetic(線形演算式)の略(メーカ独自呼称) 。ごく短いPCMサンプル音源と減算合成音源のデジタル・ハイブリッドで、後に登場したPCM音源の機能限定先行版に相当する。 |
| モデリング合成                        |                                                    |                                               |                                               | |
|                                       | 物理モデル音源 (Physical modelling synthesis)      | 物理モデル音源 (Physical modelling synthesis) | 物理モデル音源 (Physical modelling synthesis) | 楽器の発音機構や共鳴機構の物理モデルをDSP技術でシミュレートする方式。 |
|                                       |                                                    | Karplus-Strong algorithm                      | Karplus-Strong algorithm                      | 短いノイズを高速でディレイさせて弦楽器のような音色を生成する。 |
|                                       |                                                    | Waveguide synthesis                           |                                               | |
|                                       |                                                    | Formant synthesis                             |                                               | |
|                                       | バーチャルアナログ音源                             | バーチャルアナログ音源                        | バーチャルアナログ音源                        | アナログシンセサイザーをDSP技術でシミュレートする方式。生楽器の再現を目的とした物理音源とは区別される。 |
|                                       | クローンホイール                                   | クローンホイール                              | クローンホイール                              | Hammond B3に代表されるトーンホイール式オルガンをシミュレートした音源。広義には倍音加算型音源のシミュレーションとも言える。 |

## デジタル信号処理技術 (DSP)
| フーリエ変換                 | |
| 短時間フーリエ変換           | |
| コンボリューション(畳み込み) | レスポンス特性のエミュレーション (サンプリング・リバーブ、エフェクター・エミュレーション等) に活用される。音源技術としては、RCM音源、TASCAM GigaStudio、Allen Quantum organ等がコンボリューション技術の利用を強調している。 |

## 演奏方式による分類
当初は特殊な電子装置やキーボード (楽器)の一種として分類されていたが、その後、ギター型や笛型、打楽器型のコントローラーを備えたシンセサイザーが登場した。さらに演奏用のインターフェイスを分離したシンセサイザーモジュールと呼ばれる機材も登場している。
| 演奏情報入力方式           | 概要 |
| -------------------------- | --- |
| 鍵盤                       | ピアノやオルガンと同様に鍵盤を使う方式。電子楽器の黎明期から採用されている。 例: テルハーモニウム(1897-1906)、オンド・マルトノ(第4世代,1932)、ハモンド・ノヴァコード(1937)、クラヴィヴォックス(1962)、モーグ・シンセサイザー(1964)等)                                         |
| ギター                     | ギター音で間接的にシンセサイザーをコントロールしたり(狭義)、ギター音を直接加工して通常のシンセサイザーや他の楽器の音をシミュレートする方式(広義)。 1970年、Innovex Condor GSM がギターシンセ製品として初めてリリースされた。 (Innovex は ハモンド と オベーション の合弁会社) |
| ドラムス (Electronic drum) | シモンズ(Simmons)の製品などが有名。この他過去にはモーグもパーカッション・コントローラを発売していた。 |
| ウインドシンセサイザー     | 管楽器式のインターフェイス。 |

## 構成要素
シンセサイザーはその分類に依らず、いくつかの基本的な構成要素が見いだせる。以下はその一例である。

### オシレーター
シンセサイザーにおけるオシレーター（英: oscillator, OSC）は出力音の基礎となる周期的な波を生成する要素である。
オシレーターの発振頻度すなわち出力音の基本周波数は可変であり、これにより音高を制御できる。アナログシンセサイザーの場合、電圧で制御されることを強調して電圧制御発振器（VCO）とも呼ばれる。
波の波形は様々で、一例として、単純なサイン波、三角波・のこぎり波・矩形波などの高調波、録音した任意短時間波形が挙げられる。
シンセサイザーはオシレーターの観点から、単純な波を多数発振するタイプ（例: 加算合成）や複雑な波を少数発振するタイプ（例: 減算合成）などに分かれる。

## おもな機種、型番

### 日本のメーカー
| メーカー                                           | 代表的な機種 |
| -------------------------------------------------- | --- |
| アカイ                                             | AX80、AX60、AX73、VX90（アナログ/ポリフォニック）、VX600（アナログ/ウィンドシンセ接続可能）、MINIAK（ヴァーチャルアナログ/ヴォコーダ内蔵） |
| AMDEK (Roland DG)                                  | AMDEK: COMPU MUSIC CMU-800（PC用アナログシンセI/F、簡易音源）、 Percussion Synthesizer PCK-100（シンセドラム、組立キット）、Hand Clapper HCK-100（ハンドクラップ、組立キット） Roland DG: COMPU SYNTH CMU-810（PC用アナログシンセI/F、簡易音源＋シンセ音源） |
| WAVE KIT                                           | Micro Wave Synthesizer SA12、SA-13 （アナログ/モノフォニック、自作キット） Micro Wave Guitar Synthesizer（ギターシンセ）、Micro Wave Surf Synthesizer（環境音発生器） |
| 東洋楽器                                           | ULT-SOUND DS-4（シンセドラム） |
| ACE TONE (エース電子工業), 日本ハモンド , 阪田商会 | ACE TONE: Multistrings SY-5 （アナログ/アンサンブル）、 SH-3 、AP-100、SY 100 、 PS-1000 （アナログ/モノフォニック）、 HAMMOND: MODEL 102200 |
| カシオ                                             | CZ-101、CZ-1000、CZ-230s、CZ-3000、CZ-2000S、CZ-5000、CZ-1（PD音源）、XW-G1、XW-P1 FZ-1、FZ-10M（サンプリング）、HZ-600（SD音源）、VZ-1、VZ-10M、VZ-8M（iPD音源） PG-310、PG-380（MIDIギター)、DH-100/200/800/500/280（ウィンドシンセ） |
| 学研                                               | テルミンmini 、テルミンPremium、SX-150 |
| コルグ                                             | miniKORG 700 、miniKORG 700S、770（アナログ/モノフォニック）、MaxiKORG 800DV（アナログ/デュオ）、MS-10、MS-20、MS-50（アナログ/パッチ）、900PS、M-500(SP)、Σ（アナログ/プリセット）、 PS-3100、PS-3300、PS-3200、Δ、λ（アナログ/全音ポリフォニック）、MONO/POLY、PolySix、Poly-61、Poly-800、Trident、Trident mkII（アナログ/ポリフォニック）、DW-6000、DW-8000（DWGS音源）、DSS-1、DSM-1（サンプリング）、DS-8、707（FM）、 M1、T1、T2、T3、01/W、X2、X3、X3R（ワークステーション）、X5、X5D、X5DR、N1、N5、N264、N364（AI2音源）、 WAVESTATION（ベクトルシンセシス）、Prophecy、Z1（MOSS音源）、 i2、i3、i4S、i5S、i4M、ih、KARMA（オートアレンジャ）、 X-013（プロトタイプ）、OASYS-PCI（DSPボード）、TRINITY、TRITON、TR、OASYS、KRONOS、KROSS（ワークステーション）、 KORG Legacy Collection（PC/Mac用ソフト音源）、DS-10（Nintendo DS用ソフト音源＋シーケンサ）、MS2000、MicroKORG（アナログ・モデリング）、MicroKorg XL、R3、RADIAS（マルチプル・モデリング）、microX、X50（HI音源）、M3（ワークステーション）、 VC-1（アナログ/ヴォコーダ）、VPP-1（デジタル/ヴォイスプロセッサ）、SB-100（ベースシンセ）、X-911、Z3（ギターシンセ）、WAVEDRUM（ドラムシンセ）、Kaossilator（タッチパッド・シンセ） |
| Seekers                                            | SMS1000 （開発停止) |
| セイコー                                           | DS-101、DS-202、DS-310 、DS-250 （デジタル加算型/ポリフォニック） |
| TAMA (星野楽器)                                    | DS200 Snyper （シンセドラム） |
| Technics （松下）                                  | SY-1010（アナログ/モノフォニック）、SX-WSA1 (サンプル+物理モデル) |
| テスコ カワイ                                      | TEISCO: S60P、S100P（アナログ/プリセット）、S60F、S110F（アナログ/モノフォニック）、SX-400（アナログ/ポリフォニック） TEISCO/KAWAI: S100F（アナログ/モノフォニック）、SX-210、SX-240（アナログ/ポリフォニック） KAWAI: K3、K3m（アナログ/ポリフォニック）、K1、K1m、K1r、K1 II、K11（VM音源）、K4、K4r（PCM音源）、K5、K5m（ARTS音源）、K5000S、K5000W、K5000S、K5000R（ARTS音源＋PCM）、XD-5（ドラムシンセ） |
| パール                                             | ポリセンサー PK-801、PK-701（DWS-II/ポリフォニック） Syncussion SY-1、SC-2（アナログ/シンセドラム）、Syncussion-X SC-20、SC40（ハイブリッド/シンセドラム） |
| PAX ELECTRONICA                                    | Micro PAX 、SYGNUS-1、SYGNUS-8 （アナログ/モノフォニック）、SYGNUS-4（デジタルシーケンサ） |
| I.G.S. BIAS （石橋楽器）                           | BS-1、BS-2（シンセドラム）、CLAPPY（ハンドクラップ） BS-1とBS-2はドラムのフープに取り付けてドラムの振動を拾って電気信号で変換して音を出すタイプのシンセドラムで、高橋幸宏がYMO時代に使用していた。BS-2は高橋のオーダーでBS-1の音色にホワイト・ノイズを追加したモデルである。 |
| ヒルウッド, ファーストマン , Multivox, Pulser      | Hillwood: Blue Comets 73 、SY-1800（アナログMMSS方式/モノフォニック）、SY-2100（アナログ/デュオ）、SY-2500（アナログ/アンサンブル）、Basky、BaskyII（ベースシンセ） FIRSTMAN: SQ-01(音源付きシーケンサ)、SQ-10（シーケンサ）、FS-10C（プログラマブル音源/モノフォニック）、FS-4V、PS-86（アナログ/ポリフォニック）、BS-999 (ベースシンセ)、Synpuls SD-1（シンセドラム） Multivox: MX-75（アナログ/デュオ、プリセット）、MX-3000（アナログ/ポリフォニック、マルチ）、MX-450（ベースシンセ） Pulser: M75（アナログ/デュオ、プリセット） |
| ヤマハ                                             | SY-1、SY-2 、CS01、CS-5、CS-10、CS-15、CS-20、CS-20M、CS-30、CS-30L（アナログ/モノフォニック）、CS-40M（アナログ/デュオ）、 GX-1、CS-80、CS-70M、CS-60、CS-50（アナログ/ポリフォニック）、AN1x（アナログ・フィジカル・モデリング）、 GS-1 、 DX7、TX816、V2、V50（FM音源）、SY99（RCM音源/ワークステーション）、W5、W7、QS300、CS1x、CS2x（XG系音源）、CS-6x（PCM + プラグイン）、VL1、VL7、VP1（物理モデル）、EOS、EX5（PCM+FDSP+AN+VA/ワークステーション）、S80、S90、S90ES、MOTIF、MX、MO （PCM + プラグイン/ワークステーション）、 WT11、VL70m（ウィンドシンセ音源） |
| REON                                               | DRIFT BOX-S（アナログ/モノフォニック）、 リズムシンセサイザー、ヴォコーダー、シーケンサー、エフェクト（開発中）、 フラッグシップ・モジュラーシンセサイザー（デジタル/モジュラ、計画段階） |
| Lo-D（日立）                                       | Memory Synthesizer HMS-30（アナログ/モノフォニック、シーケンサ内蔵） |
| ローランド                                         | SH-1000 、SH-2000、SH-3(A)、SH-5、SH-1、SH-09、SH-2、Promars（アナログ/モノフォニック）、SH-7（アナログ/デュオ）、System 100、System 100M、System 700（アナログ/モジュラ）、 Jupiter-4/8/6、JUNO-6/60/106(S)、JX-3P/8P/10、αJUNO、αJUNO2（アナログ/ポリフォニック）、 D-50/5/10/20/70（LA音源）、JX-1、JD-800（デジタル）、S-50/10、U-20（サンプリング）、W-30（ワークステーション）、MODEL 760/660（RS-PCM）、JV-1000、XP-50、XP-80、JX-305、XV-5080、XV-88、RS-9（PCM）、 JP-8000、SH-32、SH-201（アナログ・モデリング）、JUNO-D、JUNO-Di、JUNO-DS、JUNO-G、JUNO-Gi、JUNO-STAGE（デジタル）、VariOS（専用プロセッサ上のソフト音源）、VariPhrase、V-Synth （Articulative Phrase）、Fantom（ワークステーション）、JUPITER-80（super NATURAL） VP-330、SVC-350（アナログ/ヴォコーダ）、VP-550、VP-770（デジタル/ヴォコーダ）、TB-303（ベースシンセ）、MC-202（音源付きシーケンサ）、SH-101、AX-Synth（ショルダーシンセ）、GR500、SPV-355、GR300、GR100、GR700、GR-50、GR-1、GR09、GR-30、GR20（ギターシンセ）、GR33B、GR77B（ベースギターシンセ） |

### 海外のメーカー
| メーカー                   | 代表的な機種                                                                                         |
| -------------------------- | --- |
| アクセス                   | Virus A、Virus B /Classic/Indigo、Virus C /Indigo II、Virus TI /Polar、Virus TI2/Polar/Snow          |
| Alesis                     | Quadra Synth、QS6/QS6.1、QS7/QS8、QS6.2/QS8.2、A6 Andromeda、ion、micron                             |
| アープ                     | ARP 2500、ARP 2600、ARP Odyssey、Quadra、Omni、Axxe                                                  |
| クラビア                   | Nord Lead                                                                                            |
| DOEPFER                    | A-100BS/2、MS-404                                                                                    |
| DSI                        | Prophet'08、Evolver、Poly Evolver                                                                    |
| EDP                        | Wasp、Gnat、Spider                                                                                   |
| EMS                        | VCS3、Synthi A、AKS                                                                                  |
| Kurzweil                   | 250(K250)、K1000、K1200、K2000、K2000VP、K2VX、K2500/K2500X/K2500AES、K2600/K2600X、K2661            |
| モーグ                     | MiniMoog、Polymoog、Moog IIIc、TheSource、PRODIGY、MemoryMoog、                                      |
| Oberheim                   | 8VOICE、OB-X、OB-8、OB-1、Expander、Matrix12、Matrix6、Matrix1000、OB-MX                             |
| シーケンシャル・サーキット | プロフェット5、Prophet-10、Prophet-T8、ProphetVS、Prophet600、sixtrack、MultiTrack                   |
| Waldorf                    | Pulse、The Wave、Microwave、Microwave II、Microwave XT / XTk、Q、Q+、Micro Q、Rack Attack、Blofeld、 |
| E-mu                       | Modular Systems、Audity                                                                              |
| CHROMA                     | RHODESクローマ、クローマPolaris、クローマPolarisII                                                   |
| PPG                        | WAVE2.2、WAVE2.3                                                                                     |
| ensoniq                    | ESQ-1、ESQ-m、SQ-80、VFX、TS-10                                                                      |
| Novation                   | Xio 25、Xio 49、X-Station                                                                            |
| teenage engineering        | OP-1, OP-Z, PO-14, PO-16, PO-20, PO-28, PO-32                                                        |

## 主なアーティスト
ここではシンセサイザーそのものに関する任意の業績があると評される者のみを、その業績も含めて列記している。

### 日本
| 名前                     | シンセサイザーに関する主な業績（詳細は各アーティストの項目を参照） |
| ------------------------ | --- |
| 冨田勲                   | 1974年、アルバム「月の光」がビルボード（クラシカル・チャート）で2位を獲得し、グラミー賞にもノミネートされる。続く「展覧会の絵」はビルボードで1位を獲得。以降もクラシックの曲を次々とシンセサイザー音楽化した。 |
| 藤掛廣幸 (Hiro Fujikake) | ジェームス・ゴールウェイとのアルバム「The Enchanted Forest」（作曲・編曲・シンセサイザー演奏）が全米ビルボードで5ヶ月間ベストテン入り。エリザベート王妃国際音楽コンクールで日本人として初めてグランプリを受賞した作曲家である。 |
| ミッキー吉野             | 1976年、ゴダイゴのメンバーとしてデビュー。「Monkey Magic」等、シンセサイザーを多用したヒット曲を発表している。ローランドのアドバイザーとしてシンセサイザーの開発にも参加している。 |
| 喜多郎                   | 1980年、NHK特集 シルクロードの音楽を担当。以降、数多くのヒーリング音楽を手掛ける。2001年、アルバム「Thinking of You」でグラミー賞ベスト・ニューエイジ・アルバム賞を受賞。ほかノミネート13回。 |
| 坂本龍一（YMO）          | 1978年にアルバムデビュー。日本における商業的な成功を収めた初のテクノポップバンドとされている。坂本龍一はキーボード・作曲・編曲を担当。 |
| 松武秀樹                 | YMOのマニピュレーターとしてシンセサイザー・シーケンサーのプログラミングを担当。日本シンセサイザープログラマー協会代表理事。 |
| 井上鑑                   | 1970年代後半からフュージョングループPARACHUTE（パラシュート）や大瀧詠一のユニットに参加。また、ピンクレディーのヒット曲にキーボード奏者として参加。1980年代、在籍していた東芝EMIの「ニューウェーブ4人衆」の一角として注目を浴び、1981年、寺尾聰の『ルビーの指環』、同アルバム『REFLECTIONS』で第23回日本レコード大賞編曲賞受賞。1982年、『GRAVITATIONS』（ヨコハマタイヤASPEC TV-CM）でソロアーティストとしてデビュー。アレンジャー、プロデューサーとして様々なアーティストを手がける。 |
| 向谷実                   | 1979年にCASIOPEAのメンバーとしてデビュー。日本シンセサイザープログラマー協会の名誉会員であるほか、鉄道ファンとしても知られ、日本のフュージョンシーンを牽引したグループの一員として音楽と鉄道の融合（発車メロディの作曲など）を図るなど新たな試みを行っている。 |
| 平沢進                   | 1979年にP-MODELの「美術館であった人だろ」でデビュー。「テクノ御三家」の一つとして知られる。元はギタリストだが、キーボード・編曲なども担当。同時にプログラミング・CGも駆使している。シンセサイザーを多用し、民族音楽とテクノポップを融合させた「アジアン・テクノ」を多数発表している。 |
| 安西史孝                 | 10代の頃よりローランドにて電子楽器の制作に携わる傍ら、キティレコード系のセッションに参加。1983年に、自身が手がけたTVアニメ『うる星やつら』シリーズのレコードがキャニオンレコードで年間優秀ヒット賞と2本のヒット賞を受賞。同年、テクノユニットTPOの一員として『TPO1』でデビュー。1985年には科学万博のテーマ曲も手がける。作編曲家として多くの作品に関わる傍ら、複数の楽器メーカーにて楽器開発・ソフト開発のオブザーバーとして参加し、海外の電子楽器の日本デモンストレーターも務める。    |
| 小室哲哉（TM NETWORK）   | 1984年にデビュー。「Get Wild」等、シンセサイザーを多用したヒット曲を発表。小室哲哉はキーボード・作詞・作曲・編曲を担当。1990年代にはプロデューサーとして、TRF、華原朋美、安室奈美恵、globeなどの「小室ファミリー」と称される一連のアーティストを手掛け、シンセサイザーを多用した数々のヒット曲を発表した。 |
| 蓜島邦明                 | 1990年に長寿番組となっている世にも奇妙な物語のテーマ曲(ガラモン・ソング)をシンセサイザーで生み出した。数々のドラマや映画の劇伴や100社を超えるCMソングを手掛けている。第40回シッチェス・カタロニア国際映画祭で最優秀映画音楽賞を受賞。 |
| 浅倉大介（access）       | 1991年にデビュー。自身のユニットaccessや、T.M.Revolution、藤井隆等のプロデューサーとして、シンセサイザーを多用したヒット曲を発表している。デビュー前にはヤマハでシンセサイザーの開発に携わっていた。日本シンセサイザープログラマー協会名誉会員。 |
| 五十嵐充                 | 1996年、Every Little Thingのメンバーとしてデビュー。「Time goes by」等、シンセサイザーを多用したヒット曲を発表している。 |
| 八木沼悟志（fripSide）   | 2001年、fripSideのメンバーとしてデビュー。以後、IKU、ELISA等のアーティストの楽曲提供やプロデュースを手掛けている。 |
| 中田ヤスタカ（CAPSULE）  | 2001年、CAPSULEのメンバーとしてデビュー。以後、Perfume、きゃりーぱみゅぱみゅ等のアーティストのプロデュースを手掛けている。 |
| 前山田健一 (ヒャダイン)  | 2011年、「ヒャダインのカカカタ☆カタオモイ-C」にて、ソロ歌手としてヒャダイン名義でもデビュー。以後、ももいろクローバーZ、でんぱ組.inc等のアーティストの楽曲提供やプロデュースを手掛けている。 |

### 日本以外
| 名前                         | シンセサイザーに関する主な業績（詳細は各アーティストの項目を参照） |
| ---------------------------- | --- |
| ワルター・カルロス           | 1968年10月、バッハの曲をモーグ・シンセサイザーで演奏したアルバム『スウィッチト・オン・バッハ』を発表。冨田勲は、このアルバムを聴いてモーグ・シンセサイザーを個人輸入した。 |
| キース・エマーソン           | ELPにおいて、ロックにおいてシンセサイザーをどう使うかという方法論を提示した最初の人物。ミニ・モーグの開発に参加したほか、ヤマハ・GX-1の代表的な使い手。 |
| ヴァンゲリス                 | オリジナル作品及び「ブレードランナー」や「南極物語」等の映画音楽でシンセサイザーを多用した作品を発表。2002年にはFIFAワールドカップの公式アンセムを担当。 |
| ジャン・ミッシェル・ジャール | 1976年（世界発売は翌年）に発表されたアルバム「幻想惑星」を初め数多くのシンセサイザー音楽を発表。実験性を排除した聞きやすいシンセサイザー音楽の確立に寄与したとされている。 |
| クラフトワーク               | アルバム「アウトバーン」や「人間解体」などで「テクノ・ポップ」の先駆的存在と評されている。 |
| タンジェリン・ドリーム       | アルバム「フェードラ」や「ルビコン」などでシーケンサーの反復演奏機能を活用した「ミニマル・ミュージック」をヒットさせた。 |
| リック・ウェイクマン         | イエスを初め数多くの活動を手がける。「マルチ・キーボード」の使い手の代表的な存在。 |
| ジョー・ザヴィヌル           | ジャズ・フュージョングループウェザー・リポート（1971-1986）においてその初期からシンセサイザーによるオーケストレーションを多用した作品を発表。また解散後はMIDIシステムを用いソロツアーも敢行。即興性が重視されるジャンルとしては珍しいシーケンサー多用派。ヤマハのGX-1ユーザー。 |
| スティーヴィー・ワンダー     | 「Superstition」など、モータウン系でシンセサイザーを多用した作品を発表。 |
| ブライアン・トランソー       | 高度なプログラミング技術と独特のスタッター技術で知られ、「Synth Wizard（シンセサイザーの魔法使い）」と呼ばれる。 |
| ハワード・ジョーンズ         | 初期のライブでは多数のシンセサイザーを並べ、それらを一人で操りながら歌うという「一人ライブ」を行っていた。 |

## その他
- 日本においては、シンセサイザーに関わりを持つ人々の団体「日本シンセサイザープロフェッショナルアーツ（旧称日本シンセサイザープログラマー協会）」（代表理事松武秀樹）がある。
- NHKの「みんなのうた」で1980年10月 - 11月に放映された曲の中に『ミスターシンセサイザー』という作品がある。詳細は当該項目を参照。
- 超新星フラッシュマンには遺伝子シンセサイザーという架空の道具が登場する。これは名前通り対象者の遺伝子を改変することに用いる一方で楽器としての機能は持っていない。詳細はフラッシュマンの項目を参照。